# Dürbheim
Dürbheim es un municipio alemán en el distrito de Tuttlingen en el estado federado de Baden-Wurtemberg. Está ubicado al pie del Jura de Suabia Suroccidental, aproximadamente 100 km al sur de Stuttgart y 40 km al noroeste del lago de Constanza.

## Puntos de interés
- Reserva natural Pantano de Dürbheim (Dürbheimer Moor)[3]